# Твртко (име)
Твртко је српско и хрватско мушко име, које води порекло од речи „тврд“ и има значење „чврст, храбар, непоколебљив“.

## Историјат
Датира у далеку прошлост о чему сведоче писани поменици српских владара још из 12. века, а и из каснијег периода су позната два босанска владара из династије Котроманића.

## Популарност
У Хрватској је ово име чешће међу Хрватима него међу Србима и током 20. века је било веома популарно, посебно седамдесетих и осамдесетих година.